# Neanthes mexicana
Neanthes mexicana är en ringmaskart som beskrevs av Fauchald 1972. Neanthes mexicana ingår i släktet Neanthes och familjen Nereididae. Inga underarter finns listade i Catalogue of Life.